# Hysterocinetidae
Famille
Synonymes
- Ladidae
- Protoptychostomatinae
- Ptychostom[at]idea
- Raabellocinetinae [1]

Les Hysterocinetidae sont une famille de ciliés de l'ordre des Scuticociliatida (classe des Oligohymenophorea).

## Étymologie
Le nom de la famille vient du genre type Hysterocineta, composé du préfixe hyster-, « qui est derrière », et du suffixe -cineta, « cinétie (rangée de cils ayant une fonction motrice) », peut-être en référence à la membrane ondulante située à l'arrière de ce cilié.

## Description
Les Hysterocinetidae ont une taille moyenne (80-200 µm) à grande (>200 µm). Leur forme est ovoïde allongée, quelque peu aplatie latéralement. Ils vivent en nage libre, mais plus généralement attachés à un hôte. Leur ciliation somatique est holotriche (c'est-à-dire uniforme), dense. Ils possèdent des ventouses thigmotactiques proéminentes, essentiellement à l'extrémité apicale de la surface latérale gauche, composée de segments de cinétides antérieures entourés d'une bande ou d'un champ non cilié, souvent en forme de fer à cheval et généralement renforcée par des fibres ou d'autres structures squelettiques. Leur région buccale se situe au pôle postérieur, avec des polycinétides paroraux et trois polycinétides oraux, souvent de taille réduite, le polycinétide oral 2 étant large de deux cinétosomes et composé de deux segments : un segment péristomial autour du pôle postérieur et un segment infundibulaire dans la cavité buccale proprement dite. Leur macronoyau est globulaire ou en forme de ruban. Micronoyau et vacuole contractile peuvent être multiples. Leur cytoprocte n'a pas été observé. 
Leur reproduction s'effectue selon deux modes : le bourgeonnement postérieur ou, chez certaines espèces, la caténulation.
Ils sont détritivores et peut-être bactérivores.

## Habitat
Les Hysterocinetidae vivent dans des habitats d'eau douce et terrestres comme commensaux dans les intestins des annélides oligochètes ; quelques espèces des deux genres Hysterocineta et Ptychostomum vivent dans l'intestin de certains mollusques gastéropodes d'eau douce.

## Liste des genres
Selon GBIF (3 juin 2024) :
- Afrothigma
- Amieta Ngassam & Grain, 1998
- Coelothigma de Puytorac, 1968
- Cotylothigma Raabe, 1949
- Craticuloscuta Kozloff, 1965
- Epicharocotyle Kozloff, 1965
- Hysterocineta Diesing, 1866 - genre type
  - Espèce type : Hysterocineta paludinarum (Stein, 1861) Diesing, 1866
- Hysterocinetoides Ngassam & Grain, 2002
- Kozloffia de Puytorac, 1968
- Kysthothigma Raabe, 1949
- Metaptychostomum Ngassam & Grain, 1997
- Preptychostomum de Puytorac, 1968
- Proptychostomoides Nana, Fokam, Ntoungwa Ebague, Ngassam, Bricheux, Bouchard & Ngando, 2012
- Proptychostomum Ngassam & Grain, 1997
- Protoptychostomum Raabe, 1949
- Ptychostomoides Nana, Fokam, Ntoungwa Ebague, Ngassam, Bricheux, Bouchard & Ngando, 2012
- Ptychostomum Stein, 1860
- Raabellocineta de Puytorac, Grolière & Grain, 1979
- Thurstonia de Puytorac, 1968

Selon Lynn (2010) :
- Amieta Ngassam & Grain, 1998
- Coelothigma de Puytorac, 1969
- Coronthigma Jankowski, 1980
- Cotylothigma Raabe, 1949
- Craticuloscuta Kozloff, 1965
- Drilocineta Raabe, 1972
- Elliptothigma Meier, 1954
- Eminothigma Jankowski in Corliss, 1979
- Epicharocotyle Kozloff, 1965
- Hysterocineta Diesing, 1866 - genre type
- Hysterocinetoides Ngassam & de Puytorac,1994
- Kozloffia de Puytorac, 1969
- Kysthothigma Raabe, 1949
- Metaptychostomum Ngassam & Grain, 1997
- Preptychostomum de Puytorac, 1969
- Proptychostomum Ngassam & Grain, 1997
- Protoptychostomum Raabe, 1949
- Ptychostomum Stein, 1860
- Raabellocineta de Puytorac, Grolière, & Grain, 1979
- Taeniocineta Raabe, 1972
- Thurstonia de Puytorac, 1969

## Systématique
Le nom valide de ce taxon est Hysterocinetidae Diesing, 1866.
Certains auteurs ont inclus cette famille et la famille des Paraptychostomidae Ngassam et al. in de Puytorac, 1994, dans la sous-classe des Hysterocinetia. Des études génétiques sont nécessaires pour déterminer si les Hysterocinetidae et les Paraptychostomidae doivent être séparés à ce niveau taxonomique élevé ou rester en tant que familles au sein de l'ordre des Thigmotrichida.